# Heterocondylus
Heterocondylus es un género de plantas perteneciente a la familia Asteraceae. Comprende 17 especies descritas y de estas, solo 8 aceptadas.  Es originario de Sudamérica.

## Descripción
Las plantas de este género solo tienen disco (sin rayos florales) y los pétalos son de color blanco, ligeramente amarillento blanco, rosa o morado (nunca de un completo color amarillo).

## Taxonomía
El género fue descrito por R.M.King & H.Rob. y publicado en Phytologia 24(5): 389–390. 1972. La especie tipo es Heterocondylus vitalbae (DC.) R.M.King & H.Rob.

## Especies aceptadas
A continuación se brinda un listado de las especies del género Heterocondylus aceptadas hasta junio de 2012, ordenadas alfabéticamente. Para cada una se indica el nombre binomial seguido del autor, abreviado según las convenciones y usos.
- Heterocondylus alatus (Vell.) R.M.King & H.Rob.
- Heterocondylus decipiens (Baker) R.M.King & H.Rob.
- Heterocondylus itacolumiensis (Sch.Bip. ex Baker) R.M.King & H.Rob.
- Heterocondylus jaraguensis (B.L.Rob.) R.M.King & H.Rob.
- Heterocondylus leptolepis (Baker) R.M.King & H.Rob.
- Heterocondylus pandurifolius (Baker) R.M.King & H.Rob.
- Heterocondylus pumilus (Gardner) R.M.King & H.Rob.
- Heterocondylus vitalbae (DC.) R.M.King & H.Rob.